# Municipio de Morris (condado de Huntingdon)
El municipio de Morris (en inglés: Morris Township) es un municipio ubicado en el condado de Huntingdon en el estado estadounidense de Pensilvania. En el año 2000 tenía una población de 416 habitantes y una densidad poblacional de 13.3 personas por km².

## Geografía
El municipio de Morris se encuentra ubicado en las coordenadas 40°34′23″N 78°09′46″O / 40.57306, -78.16278.

## Demografía
Según la Oficina del Censo en 2000 los ingresos medios por hogar en la localidad eran de $38,125 y los ingresos medios por familia eran de $40,417. Los hombres tenían unos ingresos medios de $31,625 frente a los $22,500 para las mujeres. La renta per cápita de la localidad era de $14,314. Alrededor del 11,7% de la población estaba por debajo del umbral de pobreza.